# Asplenium araucarietii
Asplenium araucarietii är en svartbräkenväxtart som beskrevs av Sehnem. Asplenium araucarietii ingår i släktet Asplenium och familjen Aspleniaceae. Inga underarter finns listade.